# Lammerdina Holst
Lammerdina Elisabeth "tante Bep" Holst (Amsterdam, 8 november 1887 - Vught, 16 januari 1944) was een Nederlandse verzetsstrijder.

## Levensloop
Holst was, net als haar zus To, van beroep kinderverzorgster. Voor de Tweede Wereldoorlog hadden beide zusters een kinderopvang in Driebergen. Zij vingen vooral kinderen met astma op die baat hadden bij de bosrijke omgeving. Hun kindertehuis lag aan de Welgelegenlaan 29. Op het moment dat de oorlog uitbrak in mei 1940 stuurden zij bijna alle kinderen naar huis. 
Naarmate de Jodenvervolging steeds verder toeneemt, vangen de zusters steeds meer Joodse kinderen op die doorgaan voor de kinderen van niet-Joodse ouders. De kinderen noemden hen tante Bep en tante To. Omdat de villa aan de rand van het bos lag, werd de kans op ontdekking laag ingeschat. Alles ging ook goed, tot 15 november 1943. Als gevolg van verraad viel de Sicherheitsdienst binnen en namen de zussen en tien kinderen, in de leeftijd van 0 tot 10 jaar, mee. De kinderen werden afgevoerd naar de Hollandsche Schouwburg en van daaruit doorgestuurd naar Westerbork. Zeven van de tien overleefden de oorlog niet.
Beide zussen werden geïnterneerd in Kamp Vught. In de nacht van 15 op 16 januari 1944 persten de Duitsers 74 vrouwen, onder wie Lammerdina en To Holst, in een bunkercel van 9 vierkante meter. Tien vrouwen, onder wie Lammerdina Holst, overleefden de gebeurtenis die bekend kwam te staan als het bunkerdrama niet.